# ثلاثية ثري فلافورز كورنيتو
ثلاثية ثري فلافورز كورنيتو (بالإنجليزية: Three Flavours Cornetto trilogy)‏ هي سلسلة أفلام الكوميديا البريطانية أخرجها إدغار رايت، وكتبها رايت وسايمون بيج، وأنتجتها نيرا بارك، وبطولة بيج ونيك فروست. تتكون الثلاثية من شون أوف ذا ديد (2004) و الزغب الساخن (2007) و نهاية العالم (2013).
تم إنتاج ثلاثية الأفلام، بميزانية إجمالية قدرها 38 مليون دولار. حققت الأفلام أكثر من 156 مليون دولار في جميع أنحاء العالم، وقد لاقت الأفلام الثلاثة إشادة واسعة النطاق من النقاد. تحتوي الأفلام أيضًا على عناصر مشتركة؛ كل واحدة تصور الرومانسية والكفاح من أجل النضج.